# Francesco Carbone
Francesco Carbone (zm. 18 czerwca 1405) – włoski kardynał okresu wielkiej schizmy zachodniej, reprezentujący "rzymską" obediencję. Prawdopodobnie był krewnym (być może adoptowanym) papieża Bonifacego IX.

## Życiorys
Pochodził z Neapolu. W młodości wstąpił do zakonu cystersów. Pod koniec 1382 wybrano go biskupem Monopoli, ale już dwa lata później Urban VI mianował go kardynałem prezbiterem S. Susannae. Wielki penitencjariusz i archiprezbiter bazyliki laterańskiej od 1389. Służył jako legat Bonifacego IX w królestwie Neapolu i w Foligno oraz jako gubernator wielu miast na terytoriach papieskich. Protektor zakonu franciszkanów w Kurii Rzymskiej. Był także pierwszym opatem komendatoryjnym opactwa Farfa. Krótko przed śmiercią został kardynałem-biskupem Sabiny.
Jego młodszy brat, Guglielmo Carbone, był arcybiskupem Chieti i został mianowany kardynałem przez pizańskiego antypapieża Jana XXIII w 1411.